# Svartsjön (Undenäs socken, Västergötland, 650565-143089)
Svartsjön är en sjö i Karlsborgs kommun i Västergötland och ingår i Motala ströms huvudavrinningsområde.